# Chłopy
Chłopy (kaszb. Borowô, niem. Bauerhufen) – nadmorska wieś letniskowa w północno-zachodniej Polsce, na Wybrzeżu Słowińskim, położona w woj. zachodniopomorskim, w powiecie koszalińskim, w gminie Mielno. Według danych z 2006 roku wieś liczyła 223 mieszkańców. 

## Charakterystyka
Dzisiejsza wieś znajduje się w miejscu datowanej już w XIII wieku osady słowiańskiej Borowo (nazwa wywodząca się od ówczesnych rozległych  borów). Do 1945 r. poprzednią niemiecką nazwą miejscowości było Bauerhufen. Polską nazwę Chłopy wprowadzono urzędowo w 1948 r.
Wieś posiada zachowany tradycyjny układ rybackiej osady wraz z domami z XIX wieku ozdobionymi ludowymi malowidłami. Układ wsi tworzy 9 ulic.
Gmina Mielno utworzyła jednostkę pomocniczą sołectwo Chłopy, które obejmuje jedynie wieś Chłopy. Mieszkańcy wsi wybierają sołtysa oraz radę sołecką, składającą się z 3 do 7 osób.
Najbliższa placówka pocztowa mieści się w Sarbinowie.

## Turystyka
Nad morzem wyznaczono letnie kąpielisko „Chłopy 214” o długości 100 m, przy wejściu od ul. Portowej. W 2012 r. kąpielisko Chłopy spełniało wytyczne wymogi jakościowe dla wody w kąpielisku Unii Europejskiej.
Atrakcją Chłopów jest przystań rybacka, gdzie kutry są wciągane na brzeg, a w boksach rybackich sprzedawane są ryby.
W 1994 r. w Chłopach utworzono przystań morską dla rybaków. Przystań obejmuje dalbę wyciągową, plażę do bazowania łodzi oraz akwatorium o szerokości 100 m liczonej od linii brzegu. Dostęp do przystani i jej nadzór zapewnia Urząd Morski w Słupsku.
Atrakcją Chłopów jest również Muzeum „Skarbnica Wioski Rybackiej”, które powstało w 2019 roku. W muzeum prezentowane są pamiątki związane ze społecznością, zwłaszcza rybacką, która niegdyś zamieszkiwała okolice Chłopów. Tuż obok znajduje się duży, otwarty plac zabaw dla dzieci oraz siłownia plenerowa. Ponadto przez miejscowość przebiega 16. południk geograficzny. Jego przebieg oznakowany jest przy ścieżce rowerowej biegnącej w kierunku Mielna.

## Inne atrakcje
W maju i czerwcu 2005 roku kręcono tutaj zdjęcia do filmu Oda do radości, dokładnie do części "Morze" w reżyserii Macieja Migasa. W filmie pojawiają się kutry rybackie (oznaczone jako CHY, oznaczające miejscowość Chłopy), plaża, budynki rybackie; typowy dla starej zabudowy biały, drewniany dom oraz fragment ulicy kapitańskiej (zakręt pomiędzy ulicą Bosmańską a Żeglarską).
W maju 2008 roku odbyły się tu zdjęcia do filmu Miłość na wybiegu. W ostatniej scenie filmu doskonale widać plażę w Chłopach, wieżę kościoła w Sarbinowie oraz latarnię morską w Gąskach.

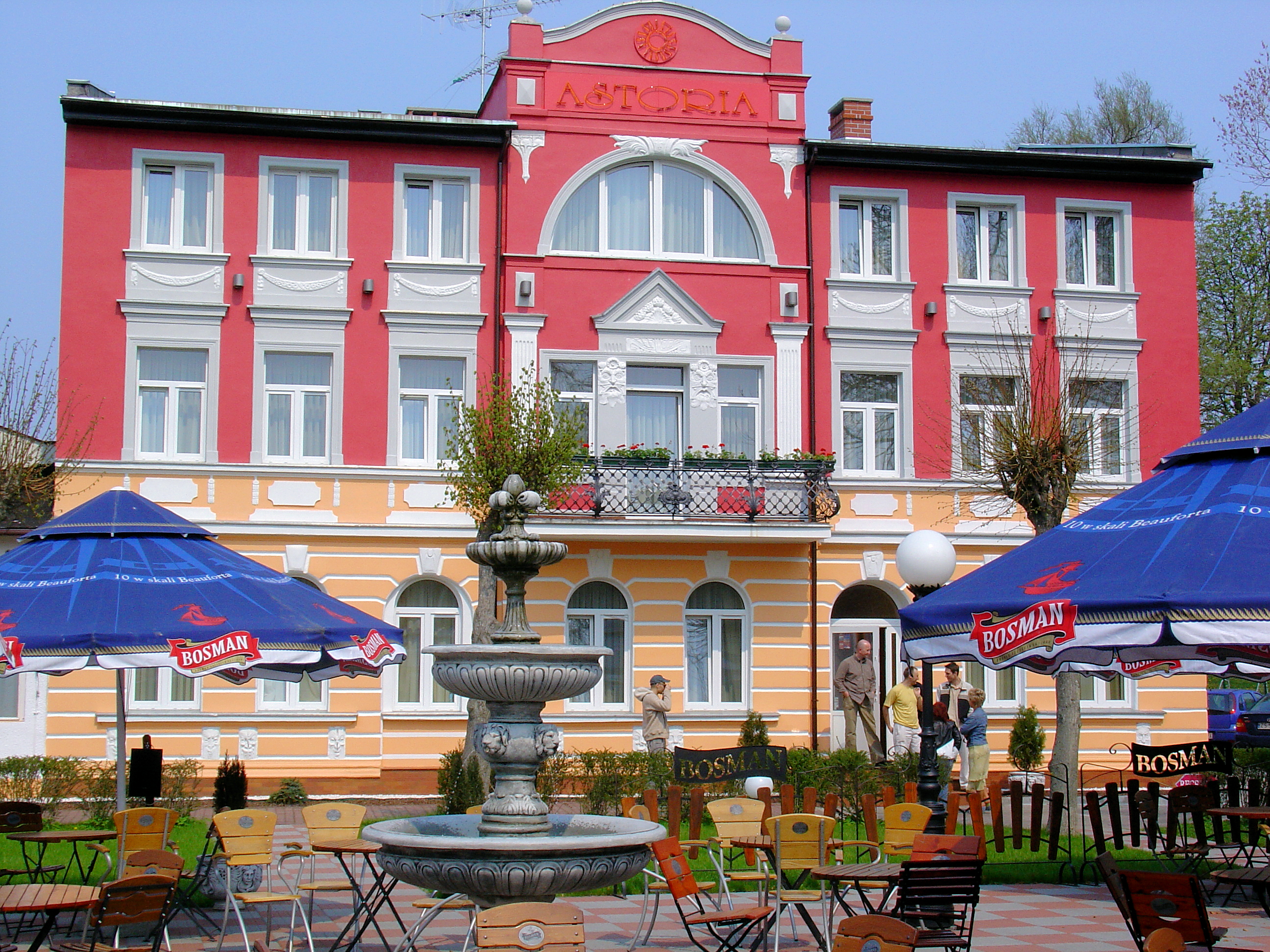
Hotel Astoria
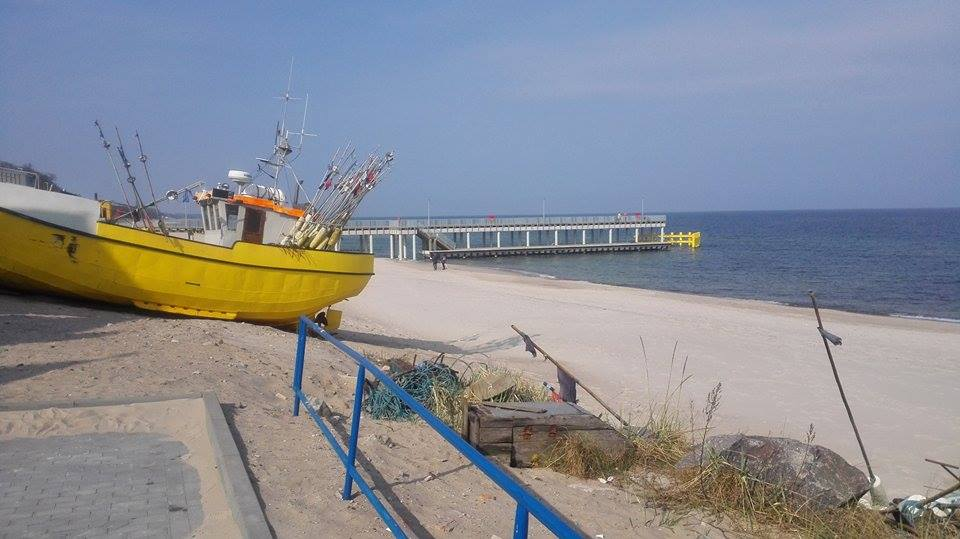
Nowe molo wybudowane w 2015
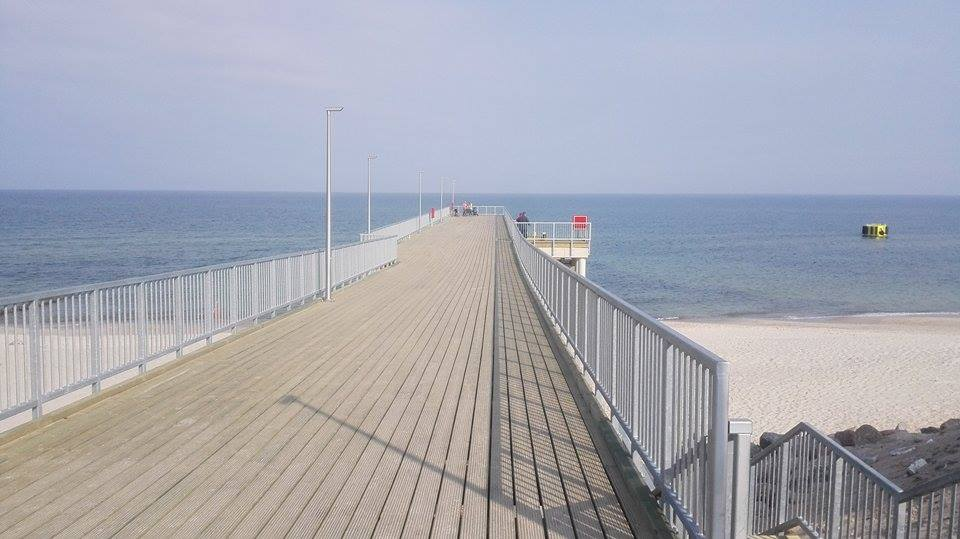
Widok na Molo
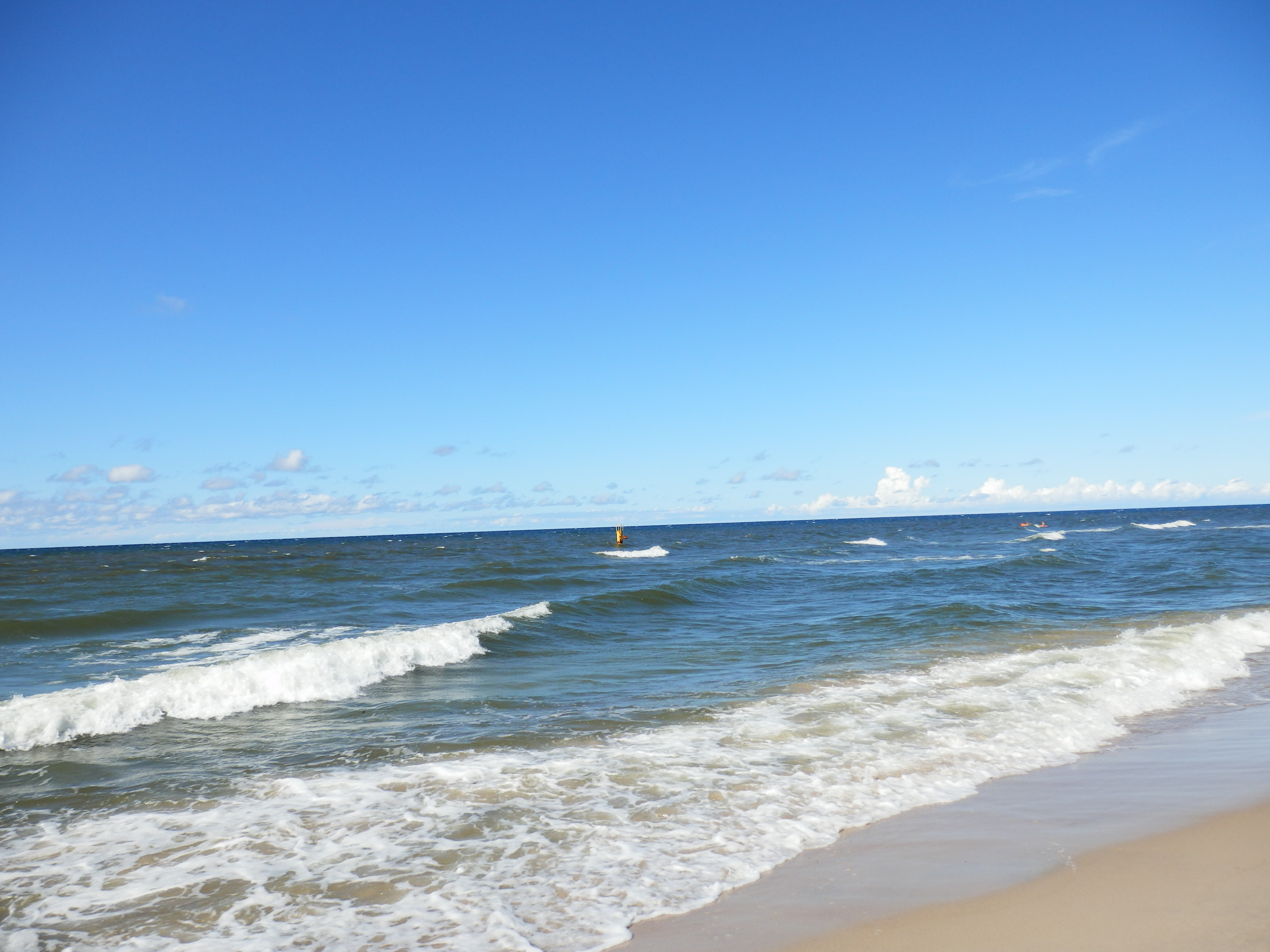
Wybrzeże Bałtyku w Chłopach